# Dörgicse

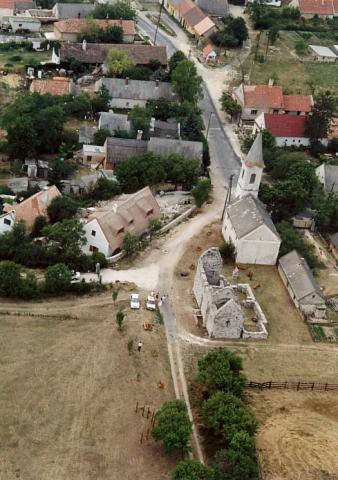
Dörgicse

Dörgicse är ett samhälle i provinsen Veszprém i Ungern. Dörgicse ligger i distriktet Balatonfüred och har en area på 19,12 km². År 2019 hade Dörgicse totalt 235 invånare.